# Gistaín
Gistaín é um município da Espanha na província de Huesca, comunidade autónoma de Aragão, de área 76,14 km² com população de 155 habitantes (2007) e densidade populacional de 2,11 hab/km².

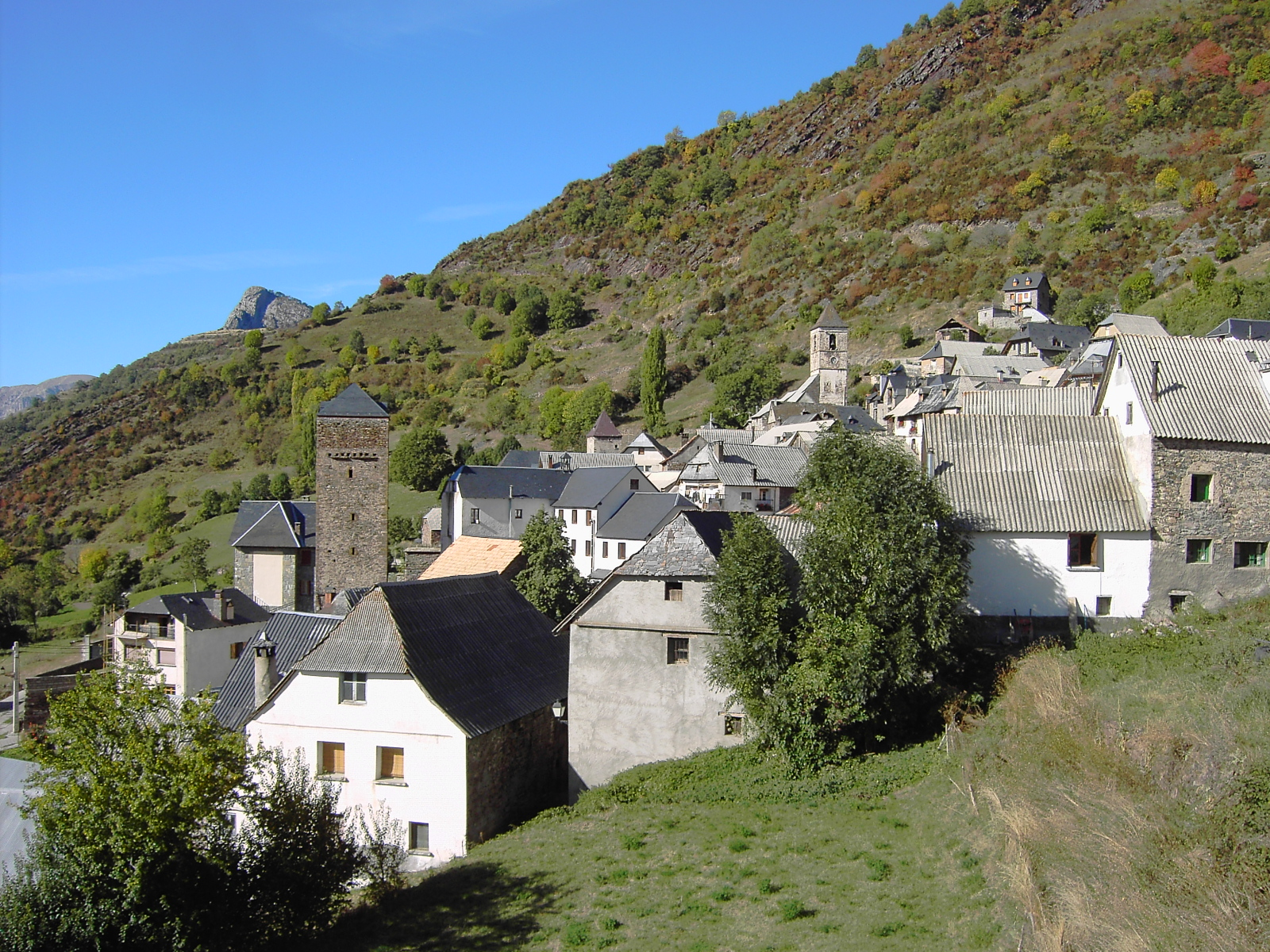
Gistaín (Chistén).

## Demografia
| Variação demográfica do município entre 1991 e 2004 | Variação demográfica do município entre 1991 e 2004 | Variação demográfica do município entre 1991 e 2004 | Variação demográfica do município entre 1991 e 2004 |
| --------------------------------------------------- | --------------------------------------------------- | --------------------------------------------------- | --------------------------------------------------- |
| 1991                                                | 1996                                                | 2001                                                | 2004                                                |
| 210                                                 | 187                                                 | 168                                                 | 161                                                 |